# Kryptopyga
Kryptopyga (лат.) — род мух-журчалок из подсемейства Microdontinae (Syrphidae). Индонезия. 2 вида.

## Описание
Мелкие мухи, длина тела 12—14 мм. Жилка R4+5 переднего крыла с задним аппендиксом. Голова немного шире груди. Усики относительно длинные. Лицо в профиль ровное, вертекс выпуклый. Антенны длиннее расстояния между усиковой ямкой и передним краем рта. Постпронотум с щетинками. Брюшко овальное или субтреугольное. Глаза самцов разделённые на вершине (дихоптические). Крыловая жилка R2+3 сильно изогнута в базальной части. Таксон был впервые описан в 1944 году американским диптерологом Фрэнком Халлом (1901—1982).
- Kryptopyga pendulosa Hull, 1944
- Kryptopyga sulawesiana Reemer, 2013
- Другие виды